# DM i basketball
DM i basketball er en turnering, som har fundet sted siden 1958, og som afvikles af Danmarks Basketball-Forbund.

## Vinderne af DM
| Årgang | Herrer                       | Damer                   |
| ------ | ---------------------------- | ----------------------- |
| 2018   | Bakken Bears                 | Hørsholm 79ers          |
| 2017   | Bakken Bears                 | Virum GO DREAM          |
| 2016   | Horsens IC                   | Virum GO DREAM          |
| 2015   | Horsens IC                   | Hørsholm 79ers          |
| 2014   | Bakken Bears                 | SISU                    |
| 2013   | Bakken Bears                 | SISU                    |
| 2012   | Bakken Bears                 | SISU                    |
| 2011   | Bakken Bears                 | SISU                    |
| 2010   | Svendborg Rabbits            | Hørsholm 79ers          |
| 2009   | Bakken Bears                 | BK Amager               |
| 2008   | Bakken Bears                 | Hørsholm                |
| 2007   | Bakken Bears                 | Hørsholm                |
| 2006   | Horsens IC                   | Hørsholm                |
| 2005   | Bakken Bears                 | Hørsholm                |
| 2004   | SK Aarhus                    | Hørsholm                |
| 2003   | BF Copenhagen                | BF Copenhagen           |
| 2002   | Værløse/Farum                | Herlev/BMS              |
| 2001   | Skovbakken                   | Aabyhøj IF              |
| 2000   | Skovbakken                   | Falcon                  |
| 1999   | Skovbakken                   | Falcon                  |
| 1998   | Horsens IC                   | SISU                    |
| 1997   | Skovbakken                   | Aabyhøj IF              |
| 1996   | Værløse                      | Hørsholm                |
| 1995   | Stevnsgade                   | BK Amager               |
| 1994   | Horsens IC                   | BK Amager               |
| 1993   | Hørsholm                     | Horsens Basketball Club |
| 1992   | Horsens IC                   | SISU                    |
| 1991   | Hørsholm                     | Falcon                  |
| 1990   | BMS                          | SISU                    |
| 1989   | BMS                          | BK Amager               |
| 1988   | BMS                          | SISU                    |
| 1987   | BMS                          | SISU                    |
| 1986   | BMS                          | Horsens Basketball Club |
| 1985   | SISU                         | SISU                    |
| 1984   | SISU                         | SISU                    |
| 1983   | SISU                         | SISU                    |
| 1982   | BMS                          | SISU                    |
| 1981   | SISU                         | SISU                    |
| 1980   | Stevnsgade                   | Virum                   |
| 1979   | Stevnsgade                   | USG                     |
| 1978   | Falcon                       | USG                     |
| 1977   | Falcon                       | SISU                    |
| 1976   | SISU                         | SISU                    |
| 1975   | Falcon                       | SISU                    |
| 1974   | Falcon                       | SISU                    |
| 1973   | SISU                         | Falcon                  |
| 1972   | SISU                         | SISU                    |
| 1971   | Virum                        | SISU                    |
| 1970   | Virum                        | Intet DM                |
| 1969   | Efterslægtens Basketballklub | Intet DM                |
| 1968   | Efterslægtens Basketballklub | Intet DM                |
| 1967   | SISU                         | Intet DM                |
| 1966   | SISU                         | Intet DM                |
| 1965   | Efterslægtens Basketballklub | Intet DM                |
| 1964   | Gladsaxe Basketball Klub     | Intet DM                |
| 1963   | Efterslægtens Basketballklub | Intet DM                |
| 1962   | SISU                         | Intet DM                |
| 1961   | SISU                         | Intet DM                |
| 1960   | Efterslægtens Basketballklub | Intet DM                |
| 1959   | Efterslægtens Basketballklub | FIF                     |
| 1958   | Aarhus Basketball Forening   | USG                     |

## Top-10 i flest individuelle mesterskaber (herrer)
Jens Jensen, Skovbakken, Bakken Bears, 10
Søren Ege Qwist, Skovbakken, Bakken Bears, 9
Jonas Buur Sinding, Skovbakken, Bakken Bears, 8
Martin Castberg Thuesen, Bakken Bears, 7
Mads Nyboe Kristensen, Bakken Bears, 7
Chris Christoffersen, Bakken Bears, 7
Ebbe Salling, Falcon, Sisu, BMS, 6
Henrik Aas, Sisu, Stevnsgade, 6
Mads Sigersted, Skovbakken, Bakken Bears, 6
Henrik Norre Nielsen, BMS, Hørsholm, 6
Andreas Jakobsen, Bakken Bears, 6
Søren Smidt Krath, Bakken Bears, 6